# François Thijssen
François Thijssen o Frans Thijsz (... – 13 ottobre 1638 (?)) è stato un esploratore olandese, che esplorò la costa meridionale dell'Australia.

## Biografia
Fu il capitano della nave della Compagnia olandese delle Indie orientali (VOC) 't Gulden Zeepaerdt (Il cavalluccio marino d'oro) durante la navigazione dal capo di Buona Speranza fino a Batavia (oggi Giacarta), nelle Indie Orientali.
In questo viaggio, finì fuori rotta, dirigendosi più lontano verso sud, e il 26 gennaio 1627 raggiunse la costa dell'Australia, nei pressi di Capo Leeuwin.
Thijssen continuò a navigare verso est, mappando oltre 1500 km della costa australiana meridionale. Egli chiamò questa terra 't Land van Pieter Nuyts (la terra di Pieter Nuyts), in riferimento al più alto ufficiale della VOC presente a bordo della sua nave.
Parte della mappa di Thijssen mostra le isole di Saint Francis e di Saint Peter, ora collettivamente note col nome di Nuyts Archipelago.
La nave, che era stata costruita a Middelburg e salpò dalla Zelanda il 22 maggio 1626, giunse finalmente a Batavia il 10 aprile 1627.
Le osservazioni di Thijssen furono inserite già dal 1628 dal cartografo della VOC Hessel Gerritsz in una carta geografica delle Indie e della Nuova Olanda.
Questo viaggio, portando alla conoscenza della maggior parte della costa meridionale dell'Australia, fece superare l'idea che la "Nuova Olanda", come all'epoca era nota, fosse collegata all'Antartide.
Molto tempo dopo, le scoperte di Thijssen portarono Jean Pierre Purry a proporre nel, 1717-18, la fondazione di una colonia olandese sulla terraferma.
Nella sua novella del 1726 I viaggi di Gulliver, Jonathan Swift pose Lilliput e Blefuscu nei pressi di un inimmaginabilmente lontano arcipelago Nuyts a circa 100 anni dalla sua scoperta.
Infatti, l'attuale Australia Meridionale non fu più visitata dagli Europei per 165 anni, quando, nel 1792, l'esploratore francese Bruny d'Entrecasteaux vi si recò alla ricerca del compatriota La Pérouse, di cui si erano perse le tracce.
Thijssen riportò a Middelburg la nave t Gulden Zeepaerdt nel viaggio del 1629-1630.
In seguito, fu capitano sulla nave Valk, che salpò nel 1636 dalla Zeeland per Batavia. Successivamente, questa nave naufragò nei pressi di Pulicat, nell'India sudorientale, il 13 ottobre 1638, sebbene non sia chiaro se François Thijssen ne fosse il capitano all'epoca.